# Тасманийски вълк
Тилацинът (Thylacinus cynocephalus) е изчезнал средно голям, подобен на вълк, хищен двуутробен бозайник. Срещал се е в близкото минало на остров Тасмания, а в по-далечното, вероятно допреди около 1000 години и в Австралия.
Дължината на тялото му е 100 – 130 cm, от които 50 – 65 cm се падат на опашката. От раменете започват 16 – 18 на брой тигрови шарки, които към опашката стават все по-ярко изразени.

## Изчезване
През 1932 г., на остров Тасмания е последното потвърдено наблюдение на тилацин на свобода. Последният екземпляр в плен е умрял на 6 септември 1936 г. в зоопарк в град Хобарт. Там са направени няколко късометражни черно-бели филма на живи екземпляри от този вид.
Оттогава периодично се появяват съобщения за наблюдения или дори снимки на тилацини на остров Тасмания, в Австралия или друго място, но никое от тези наблюдения или снимки не е потвърдено като истинско. С голяма степен на вероятност видът може да се смята за безвъзвратно изчезнал.
Вина за изчезването на тилацина имат най-вече фермерите, които го преследвали и убивали заради вредите, които носел на скотовъдството. Хората вярвали, че тилацинът както и кучето Динго в Австралия нападат овцете им, което впоследствие се оказало далеч от истината.
Той раждал по едно малко. Нарича се така заради острова, който е обитавал в Австралия (остров Тасмания). Бил е с размерите на малък вълк. Имал е твърда опашка, къса и груба кафява козина, с черни ивици на гърба. Ушите му са били къси и обли, а муцуната – издължена като на лисица. Не бива да се бърка с тасманийски дявол.